# Morgan Håkansson
Patrik Niclas Morgan Håkansson (Norrköping, 25. lipnja 1973.), poznatiji kao Evil, švedski je gitarist, glazbenik i tekstopisac, najpoznatiji kao gitarist švedskog black metal-sastava Marduk. Jedini je preostali izvorni član skupine. Osim u Marduku svira i u glazbenom sastavu Abruptum, a od 2011. godine i u skupini Death Wolf.

## Diskografija

### Marduk (1990. – danas)
- Fuck Me Jesus (1991.) (demo album)
- Dark Endless (1992.)
- Those of the Unlight (1993.)
- Opus Nocturne (1994.)
- Heaven Shall Burn... When We Are Gathered (1996.)
- Glorification (1996.) (EP)
- Live in Germania (1997.) (koncertni album)
- Here's No Peace (1997.) (EP)
- Nightwing (1998.)
- Panzer Division Marduk (1999.)
- Obedience (2000.) (EP)
- Infernal Eternal (2000.) (koncertni album)
- La Grande Danse Macabre (2001.)
- Blackcrowned (2002.) (kompilacja)
- World Funeral (2003.)
- Plague Angel (2004.)
- Deathmarch (2004.) (EP)
- Warschau (2005.) (koncertni album)
- Rom 5:12 (2007.)
- Wormwood (2009.)
- Iron Dawn (2011.) (EP)
- Serpent Sermon (2012.)
- Frontschwein (2015.)
- Viktoria (2018.)

### Abruptum (1991. – danas)
- Orchestra of Dark (1991.) (Demo album)
- Obscuritatem Advoco Amplectère Me (1993.)
- In Umbta Malitiae Ambulabo, in Aeternum in Triumpho Tenebraum (1994.)
- De Profundis Mors Vas Cousumet (2000.) (EP)
- Casus Luciferi (2004.)
- Maledictum (2008.) (EP)
- Potestates Apocalypsis (2011.)